# Armand Manago
Pour les articles homonymes, voir Manago.
Armand Manago, né le 10 octobre 1913 à Paris et mort le 4 mars 1983 dans cette même ville, est un peintre français.

## Biographie
Armand Manago est le fils de Vincent Manago, peintre, et de Maria Longhitano, brodeuse.
Son frère ainé Dominique est également artiste peintre. Il étudie à l'école Nationale des Beaux-Arts de Paris où il est l'élève de Jean-Pierre Laurens.
En 1948, il épouse en secondes noces Marianne Grunberg, dont deux enfants, Michel et Catherine (épouse Baudin).
Il est mort à Paris à l'âge de 69 ans, et repose au cimetière russe de Sainte-Geneviève-des-Bois.